# Rhode Island Sound
Koordinaten: 41° 21′ N, 71° 13′ W
Der Rhode Island Sound ist ein Gewässer an der Küste des US-Bundesstaates Rhode Island an der Mündung der Narragansett Bay. 
Der Übergang zum offenen Meer des Atlantischen Ozeans liegt auf der Linie zwischen den beiden Inseln Block Island und Martha’s Vineyard. Westlich schließen sich der Block Island Sound und noch weiter westlich der Long Island Sound an. Östlich des Rhode Island Sound liegt der Vineyard Sound, nordöstlich die Buzzards Bay.